# Магнетит
Магнетит је феромагнетни минерал хемијске формуле , један од неколико оксида гвожђа и члан групе спинела. Хемијско IUPAC име му је гвожђе(II,III) оксид, а уобичајен хемијски назив је феро-фери оксид. 
Формула магнетита може се написати и као , чији један део вустит (FeO) а други хематит. Ово указује на различите начине оксидационих стања гвожђа у оквиру једне структуре, не чврстог стања.
Магнетит је најмагнетичнији природни минерал на Земљи.
Захваљујући својим магнетичним својствима, односно „памћењу“, на основу магнетита установљено је да је током геолошке историје долазило до промене смера Земљиног магнетског поља. Магнетит има доминантну улогу у односу на све друге минерале по питању магнетног записа у стенама а та његова особина коришћена је у палеомагнетизму, науци заслужној за откриће и разумевање тектонике плоча и за историјске податке за магнетохидродинамику и друге научне области.